# Comuna Gradiște, Cimișlia
Comuna Gradiște este o comună din raionul Cimișlia, Republica Moldova. Este formată din satele Gradiște (sat-reședință) și Iurievca.

## Demografie
Conform datelor recensământului din 2014, comuna are o populație de 2.109 locuitori. La recensământul din 2004 erau 2.514 locuitori.

## Administrație și politică
Componența Consiliului local Gradiște (11 consilieri), ales la 5 noiembrie 2023, este următoarea:
|  | Partid                                      | Consilieri | Componență | Componență | Componență | Componență | Componență | Componență |
|  | ------------------------------------------- | ---------- | ---------- | ---------- | ---------- | ---------- | ---------- | ---------- |
|  | Partidul Acțiune și Solidaritate            | 6          |            |            |            |            |            |            |
|  | Partidul Liberal Democrat din Moldova       | 3          |            |            |            |            |            |            |
|  | Partidul Comuniștilor din Republica Moldova | 2          |            |            |            |            |            |            |